# Kazuya Nagayama
Kazuya Nagayama (født 1. april 1982) er en tidligere japansk fodboldspiller.
Han har spillet for flere forskellige klubber i sin karriere, herunder Kataller Toyama.